# .44 S&W American

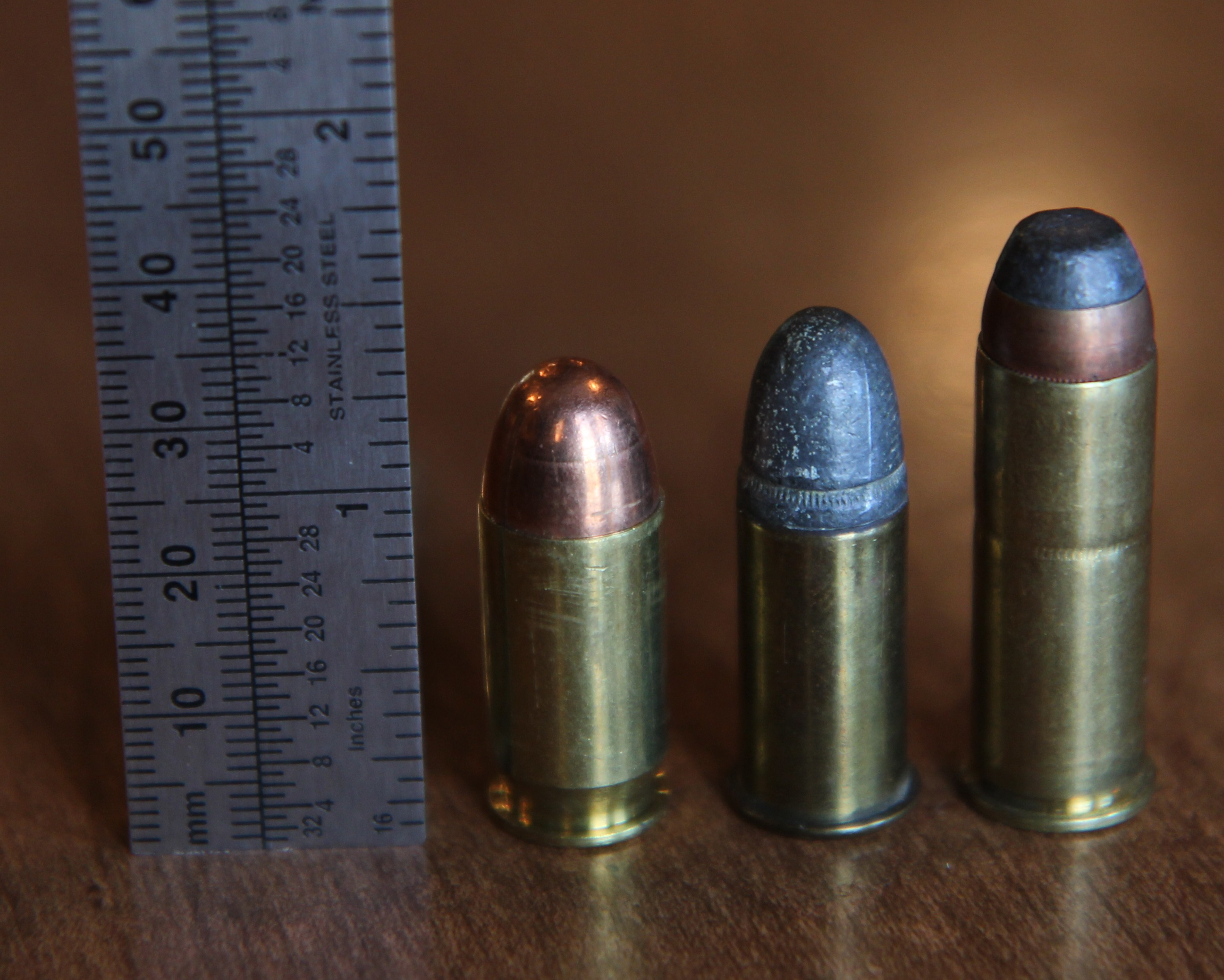
In der Mitte die .44 S&W American Patrone, links eine .45 ACP, rechts eine .44 Magnum

Die .44 S&W American ist eine frühe für die Smith & Wesson No 3-Kipplaufrevolver hergestellte Zentralfeuerpatrone.

## Bezeichnung
Im deutschen Nationalen Waffenregister (NWR) wird die Patrone unter Katalognummer 183 unter folgenden Bezeichnungen geführt (gebräuchliche Bezeichnungen in Fettdruck)
- .44 S&W (Hauptbezeichnung)
- .44 AM -23-220
- .44 No.3 American
- .44 S&W No.3 American
- .44-25-225 S&W Army Revolver
- .44 S&W American
- .44 S&W Army Revolver

Weiterhin ist die Bezeichnung .44 American gebräuchlich, ohne im NWR aufgeführt zu sein.

## Geschichte
Die Patrone wurde 1869 als erste Zentralfeuerpatrone von Smith & Wesson eingeführt, sie ersetzte die .44 Henry Patrone der ersten Modelle dieses 1869 entwickelten großkalibrigen S&W-Revolvers. Später wurde sie durch die längere .44 Russian abgelöst. Die Patrone wurde bis ca. 1930 hergestellt und verschwand ca. 1940 vom Markt.

## Technik
Zur Zündung der Schwarzpulverpatrone wurden Berdan-Zünder oder Boxer-Zünder verwendet.
Um der Verbleiung des Laufes vorzubeugen, mussten die Bleigeschosse gefettet werden. Da die .44-S&W American-Patrone auf der ganzen Länge den gleichen Durchmesser hatte, musste das hintere Ende des Geschosses dem kleineren inneren Hülsendurchmesser entsprechen (englisch heeled type). Die Fettrille zur Geschoss-Schmierung wurde deshalb ungeschützt auf dem Geschosskopf angebracht oder die Geschosse wurden auf ihrer gesamten Oberfläche mit Wachs überzogen.
Bei ihrem Nachfolger, der .44 Russian-Patrone hatten die Geschosse auf ihrer ganzen Länge den gleichen Durchmesser. Die Fettrillen  konnten deshalb hinten auf dem durch die Hülse geschützten Bereich angebracht werden.
Die Geschossenergie der .44 American entsprach etwa der frühen  .41 Long Colt,  .32-20 WCF-Schwarzpulverpatronen. Zum Wiederladen können gekürzte .41 Magnum–Hülsen verwendet werden.

## Verwendung
Als erste großkalibrige Zentralfeuerpatrone verkaufte sich die .44 S&W Patrone gut, mit dem Aufkommen der stärkeren .44 Russian-, .44-40- und der .45 Colt Patrone verschwand das Interesse daran. Verwendet wurde sie von Wyatt Earp bei der Schießerei am O. K. Corral mit seinem .44-Kaliber 1869 American Smith & Wesson.

## Quelle
- Barnes, Frank C., ed. by John T. Amber. „.44 S&W American“, in Cartridges of the World, pp. 167 & 177. Northfield, IL: DBI Books, 1972.